# Lýtková kost

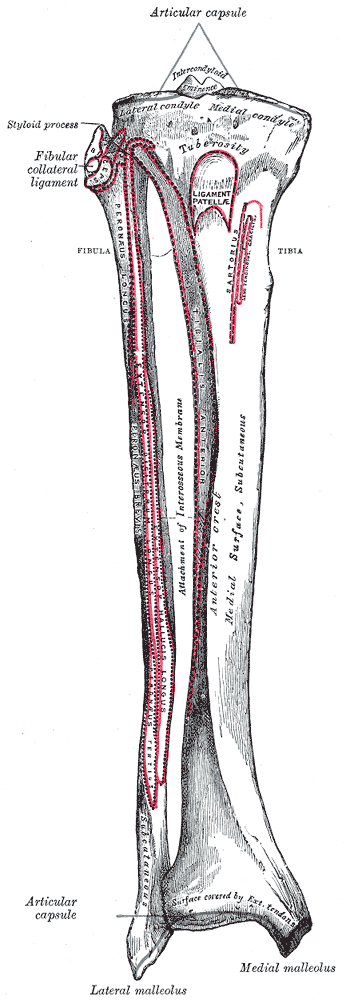
Lýtková kost s kostí holenní

Lýtková kost (fibula) je štíhlá kost, která je součástí bérce dolní končetiny člověka. Kost má směrem dozadu mírně konvexní tvar. Nachází se při pohledu zepředu na člověka za kostí holenní, se kterou má přibližně stejnou délku. V horní části je kloubně spojena s kostí holenní (nezasahuje do kolenního kloubu), ve spodní části je spojena s kostí holenní syndesmózou.
Horní část kosti je tvořena silnější zakulacenou hlavicí lýtkové kosti (caput fibulae), která je zakončena krátkým hrotem. Pod hlavicí se nachází krček a tělo kosti. Na distálním konci je kost opět mohutnější, ale na rozdíl od kulaté hlavice má zde spíše oválný tvar a tvoří výběžek zvaný zevní kotník.

## Zlomeniny lýtkové kosti
Jelikož se nejedná o kost zajišťující opěrnou funkci těla, je lýtková kost relativně tenká a slabá. Tím dochází často k její fraktuře. Někdy je její fraktura spojena i se zlomením holenní kosti. V takovém případě ke zlomenině obvykle dochází ve vyšším místě než je zlomenina holenní kosti. Zlomeniny lýtkové kosti se, dle závažnosti, léčí konzervativně nebo chirurgicky pomocí zevní fixace nebo vnitřní fixace. Diagnóza zlomeniny je hlavně radiologická.